# Johann Joseph Eichhoff
Johann Joseph Eichhoff (* 18. Mai 1762 in Bonn; † 2. Dezember 1827 in Kessenich) war ein deutscher Kaufmann, Volkswirt und Beamter in französischen Diensten.

## Familie
Johann Joseph Eichhoff war ein Sohn des kurkölnischens Mundkochs August Eichhoff und dessen Frau Maria, einer ehemaligen Magd. Sein Bruder war der Publizist Johann Peter Eichhoff. Eichhoff selbst heiratete 1782 die Hofsängerin Eva Grau (1755–1822). Mit dieser hatte er drei Söhne:
- Johann August Eichhoff (1785–1861),
- Franz Eichhoff (1787–1860),
- Peter Joseph Eichhoff (seit 1834 von Eichhoff) (1790–1866), österreichischer Hofkammerpräsident.

Eine Enkelin war Bertha Krupp geb. Eichhoff (1831–1888), die Ehefrau von Alfred Krupp; ein Urenkel der langjährige Dortmunder Oberbürgermeister Ernst Eichhoff.

## Leben
Wie sein Vater war er zunächst Koch am Hofe der Kölner Kurfürsten in Bonn. Später machte er sich als Kaufmann selbstständig. Als Autodidakt bildete sich Eichhoff weiter. Zusammen mit seinem Bruder Johann Peter gehörte er der Bonner Illuminatengruppe der Minervalkirche Stagira an. Er trug den Ordensnamen „Desiderius“. Beide Brüder waren Freunde Ludwig van Beethovens.
Bevor Beethoven von Bonn nach Wien übersiedelte, trug sich Johann Joseph Eichhoff am 25. Oktober 1792 in Beethovens Stammbuch ein und unterschrieb: „Meinem Lieben Betthoven zur glücklichen Reise, von seinem ihn Liebenden Freunde Joh. Jos. Eichhoff“.
Nach der Besetzung des Kölner Kurstaates durch die Franzosen bekleidete Eichhoff das Amt eines Nationalagenten bei der regionalen Verwaltung. Damit verbunden waren zahlreiche Dienstreisen nach Paris. Seit 1799 gehörte er der Bonner Gemeinderegierung, der Munizipalität an. Im Jahr 1801 wurde er Bürgermeister (Maire) von Bonn.
In einer Denkschrift beschäftigte sich Eichhoff 1801 mit den Wirtschaftsstrukturen und wirtschaftlichen Entwicklungsmöglichkeiten in den vier linksrheinischen Departements. Im selben Jahr wurde er zum Unterpräfekten des Arrondissements Bonn. Nach dem Besuch Napoléon Bonapartes in Bonn wurde er 1804 entlassen.
In Köln arbeitete er für die Rheinschifffahrtsoktroi. 1805 wurde er zunächst zu einem der vier Inspektoren ernannt, ehe er im Februar 1806 zum interimistischen Generaldirektor des Rheinschifffahrtsoktroi ernannt wurde. Ende 1806 stieg er zum Generaldirektor der Behörde auf. Als Sachverständiger für die Rheinschifffahrt wurde Eichhoff 1814 zum Wiener Kongress hinzugezogen und nutzte die Gelegenheit, am 27. März 1815 Beethoven zu besuchen. Dabei überzeugte er Beethoven, für die Bonner Lesegesellschaft ein Porträt von sich anfertigen zu lassen.
Ohne Erfolg setzte er sich für eine einheitliche Regelung und freie Schifffahrt ein.
In seinen letzten Lebensjahren lebte Eichhoff als Förderer der Wirtschaft und als Mäzen auf seinem Landgut in Kessenich.

## Schriften (Auswahl)
- Mémoire sur les quatre départemens réunis de la rive gauche du Rhin, sur le commerce et les douanes de ce fleuve. Testu, Paris 1802.
- Mémoire sur les quatre départemens réunis de la rive gauche du Rhin. herausgegeben von Norbert Flörken. Books on Demand, Norderstedt 2022, ISBN 978-3-7562-7709-4.
- Analytischer Entwurf einer Sammlung von Abhandlungen und Aufsätzen über die Schifffahrt, Polizei und Handlung des Rheinstromes. Mainz 1812.
- Topographisch-statistische Darstellung des Rheines: Mit vorzüglicher Rücksicht auf dessen Schiffahrt und Handlung, bisherigen Zustand seiner polizeilichen Verfassung, deren mögliche Verbesserung und Ausdehnung auf die übrigen grossen Ströme, womit er theils schon in Verbindung steht, theils noch gebraucht werden könnte. M. DuMont Schauberg, Köln 1814 (online auf Google Books)
- Projet du réglement définitif concernant la navigation du Rhin, son administration, sa police, et les droits à y percevoir, précédé du rapport général développant les principes et les motifs qui ont servi de base à ce travail, présenté à la commission centrale. Zabern, Mainz 1817.
- Erläuternde Bemerkungen zu der in der 147sten Sitzung v. d. Gr. Bad. Bevollmächtigten bei d. Centr.-Comm. d. Rheinschifffahrts-Angelegenh. gehalt. Präsidial-Rede. Kupferberg, Bonn 1819.